# Pinakoteka Brera
Pinakoteka Brera (italijansko Pinacoteca di Brera) je glavna javna galerija zbirke slik v Milanu, Italija. Vsebuje eno glavnih zbirk italijanskega slikarstva, in je del kulturnega programa Umetniške akademije Brera, s katero si delita prostor v Palači Brera.

## Zgodovina
Palača Brera dolguje svoje ime germanski braida, kar kaže na travnat prostor v mestni strukturi: primerjalno Bra v Veroni. Samostan na mestu je bil jezuitski od leta 1572, nato pa je doživel korenito obnovo, ki jo je vodil Francesco Maria Richini (1627–1628). Ko so bili jezuiti leta 1773 razpuščeni, je palača postala sedež astronomskega observatorija in nacionalne knjižnice Braidense, ki so jo ustanovili jezuiti. Leta 1774 je bil dodan herbarij novega botaničnega vrta. Zgradbe so se podaljšale po načrtih Giuseppeja Piermarinija, ki je bil imenovan za profesorja na Akademiji, ko je bila uradno ustanovljena leta 1776, dekan pa je postal Giuseppe Parini. Piermarini je poučeval na Akademiji 20 let, medtem ko je bil nadzornik urbanističnih mestnih projektov, kot so javni vrtovi (1787–1788) in piazza Fontana (1780–1782).
Za boljše poučevanje arhitekture, kiparstva in drugih umetnosti, je akademija, na pobudo Parinija, zagotovila zbirko odlitkov po antičnih primerih, bistveno za študij rafiniranega neoklasicizma za študente. Pod Parinijevim naslednikom, opatom Carlom Bianconijem (1778–1802) in umetnikom Giuseppe Bossijem (1802–1807), je Akademija pridobila prve slike za svojo pinacoteco v času prerazporeditve del italijanske umetnosti, ki je bila značilna za Napoleonovo obdobje. Rafaelovo Sposalizio (Poroka Device Marije) je bila ključna slika zgodnjega zbiranja in Akademija je razširila svoje kulturno področje na sodelavce po vsem prvem francoskem cesarstvu: David, Pietro Benvenuti, Vincenzo Camuccini, Antonio Canova, Bertel Thorvaldsen in arheolog Ennio Quirino Visconti. Leta 1805, pod vodstvom Bossija, je nastala serija letnih razstav s sistemom nagrad, konkurenca Pariškemu salonu, ki je služil za identifikacijo Milana kot kulturnega mesta za sodobno slikarstvo v Italiji do 19. stoletja. Akademija je z umetniškim odborom Commissione di Ornato izvajala vpliv na javne spomenike, kot predhodnica današnjega Sopraintendenze delle Belle Arti.
Romantična era je bila priča zmagoslavja akademske zgodovine slikarstva, vodene na Akademiji s Francescom Hayezom in uvedbo krajine kot sprejemljivega akademskega žanra, inspirirana od Massimo D'Azeglio in Giuseppe Bisija, medtem ko se je Akademija premaknila v smer institucije za poučevanje zgodovine umetnosti. Tako je bila leta 1882 Slikarska galerija ločena od Akademije.
Od leta 1891 so se razstave izvajale na tri leta, arhitekturni projekti pa so razvili svojo samostojno pot. V času avantgarde, ko je bila modernizem postajal uveljavljen, je imel direktor akademije Camillo Boito za učenca Luca Beltramija in Cesare Tallone je učil Carlo Carra in Achille Funija.
Brera Observatorij je štiri desetletja gostil astronoma Giovanni Schiaparellija, Orto Botanico di Brera pa je zgodovinski botanični vrt, ki se nahaja za Pinacoteco.

## Zgradba
Palača je bila sprva zgrajena v baročnem slogu, nato je bila v 18. stoletju prenovljena v neoklasicističnem slogu, ki je bil priljubljen v času Marije Terezije. Portal, ki je obdan s kamnitimi stebri, vodi v pravokotno notranje dvorišče, sredi katerega stoji bronast kip Napoleona Antonia Canove iz leta 1809. Med stebri na dvorišču je več drugih kipov umetnikov, znanstvenikov in mecenov.
V palači se poleg galerije nahajajo tudi druge kulturne ustanove - knjižnica, astronomski observatorij in umetniška akademija Brera, ki jo je uradno ustanovil akademski profesor Giuseppe Piermarini leta 1776 in še danes velja za najbolj prestižno umetniško šolo v Italiji.

## Galerija
- Marija z detetom in angeli, Andrea Mantegna, c. 1485
- Objokovanje Kristusa (Mantegna), Andrea Mantegna, c. 1480
- Križanje, Bramantino, c. 1515
- Marijina poroka, Rafael, c. 1504
- Marija in Janez z mrtvim Kristusom, Giovanni Bellini, c. 1460
- Sacra conversazione s klečečim Federicom II. da Montefeltrom, Piero della Francesca, c. 1472–1474
- Poljub, Francesco Hayez, c. 1859
- Abraham izžene Hagaro, Guercino, c. 1657
- Kristus trpin, Donato Bramante, c. 1490
- Kleopatrina smrt, Guido Cagnacci,
- Andrea Doria kot Neptun, Agnolo Bronzino, c. 1550-1555
- Oltar sv. Luka, Andrea Mantegna, 1453
- Najdba telesa sv. Marka, Tintoretto, c. 1548
- Samaritanka pri vodnjaku, Annibale Carracci.
- Zadnja večerja, Rubens, 1630–1631
- Poklon Treh kraljev, Correggio. c. 1518
- Triptih iz Brere, Jan de Beer, c. 1515
- Portret dame, Anthony van Dyck, c. 1634-1635
- Paula de Pola, Lorenzo Lotto, c. 1543
- Večerja v Emavsu, Caravaggio, 1606
- Sv. Hieronim, Tizian, c. 1560
- Portret grofa Antonio Porcia,  Tizian, c. 1548
- Marija z detetom, Giovanni Bellini, c. 1510
- Sv. Helena in Barbara ob križu, Tintoretto